# أرغون (مراغة)
أرغون هي قرية في مقاطعة مراغة، إيران. عدد سكان هذه القرية هو 193 في سنة 2006.